# 林茨市政廳
林茨市政廳（德語：Linzer Landhaus）是奧地利城市林茨的市政廳，修建於1568年至1658年期間。林茨市政廳的建築外觀融合了巴洛克風格和洛可可風格。2006年至2009年，林茨市政廳進行了大規模整修。

## 外部連結
- Linzer Landhaus auf burgenkunde.at （页面存档备份，存于）
- Template:Burgen-austria